# معامله قرن (فیلم)
معامله قرن (به انگلیسی: Deal Of The Century) فیلمی داستانی به کارگردانی ویلیام فریدکین محصول سال ۱۹۸۳ است. در این فیلم وینس ادواردز و سیگورنی ویور به ایفای نقش پرداخته‌اند، این فیلم دهمین فیلم کارگردان برجستهٔ سینما ویلیام فریدکین است.

## داستان
«فرانک استرایکر» (ادواردز)، مدیر یک کمپانی اسلحه‌سازی سعی می‌کند برای تولید جدید یک جت جنگنده کامپیوتری بدون خلبان به‌نام «صلح‌آفرین» که ناکار آمدی‌اش ثابت شده، بازار فروشی در آمریکای لاتین بیابد. در کشور دیکتاتوری سن میگل، «ادی مونتس» (چیس)، یک دلال خرده‌پای اسلحه که به‌دلیل خودکشی «د ووتو» نماینده قبلی «استرایکر» جانشین او شده، برای فروش «صلح‌آفرین» با «ژنرال کوردوزا» (مارکز)، دیکتاتور سن میگل، وارد مذاکره می‌شود. «ری» (هاینز)، شریک «ادی»، «صلح‌آفرین» را نابود می‌کند. بعدتر نمایشگاه ابزار و آلات جنگی نیز با اعمال جنون‌آمیز «استرایکر» به ویرانی کشیده می‌شود. حالا «ری» زندگی‌اش را به‌عنوان یک مبلغ مذهبی ادامه می‌دهد و «مونتس» با بیوه «د ووتو» (ویور) که در این مدت با او رابطه‌ای صمیمانه پیدا کرده، ازدواج می‌کند و وارد کار تجارت اتوموبیل می‌شود.

## بازیگران
- وینس ادواردز (در نقش فرانک استرایکر)
- چوی چیس (در نقش ادی مونتس)
- ویلیام مارکز (در نقش ژنرال کوردوزا)
- سیگورنی ویور (در نقش  بیوه د ووتو)

## شرح فیلم
درون مایه اصلی معامله قرن، هجو شرایط غیرانسانی حاکم بر بازار جهانی تجارت اسلحه و روحیه نظامی گری (با اشاره‌هائی آشکار به عصر رونالد ریگان) می‌باشد.